# Ахматов, Алексей Дмитриевич
Алексей Дмитриевич Ахма́тов (род. 8 февраля 1966, Ленинград) — русский поэт, критик. Член Союза писателей России (с 1994), сопредседатель секции поэзии Союза писателей России (с 2010), руководитель общества «Молодой Петербург» при Союзе писателей России (с 1997), главный редактор альманаха «Молодой Петербург».

## Биография и характеристика творчества
Отец — военный инженер-строитель, мать — филолог, преподаватель ЛГУ, работала вместе с В. Мануйловым над составлением «Лермонтовской энциклопедии».
Учился на физико-математическом факультете Карельского государственного педагогического института. После возвращения в Ленинград участвовал в литературных объединениях Михаила Яснова, Олега Левитана, Юрия Логинова, Нонны Слепаковой (в «Бродячей собаке»).
Первая публикация появилась в журнале «Нева» (1987, № 5). Первый поэтический сборник — «Солнечное сплетение» — вышел в 1989 году. В предисловии к нему известный критик Адольф Урбан отметил, что Ахматов рано стал мастером:
«Его стих крепко скручен. Насыщен образами, ярок зрительно и музыкально… Поэт оглядывает вещи, пейзажи, быт и преображает своим обостренным зрением».
Вторая поэтическая книга — «Камушки во рту» (СПб., 1993) также не осталась без внимания читателей и критиков. Известный критик Виктор Топоров в предисловии к книге отмечает:

«Ахматову нет еще двадцати шести, но у него есть уже, что сказать миру… Мир показан здесь широко, небанально, современно и остро. Показан синхронно и диахронно. Показан четырехмерно. Это тот мир, в котором мы с вами живем, но большую часть того, о чем пишет поэт, не замечаем. Верней, замечаем, но фиксируем на бессознательном уровне. Ахматов замечает и фиксирует на сознательном уровне. На поэтическом уровне. … Это стихи высокой поэтической культуры». — В. Топоров. Предисловие // Камушки во рту — СПб.: Библиотека «Звезды», 1993
В 1994 Алексей Ахматов становится членом Союза Писателей.
Центральной в поэтическом творчестве Ахматова стала третья книга стихов «Сотрясение воздуха», которую критик Геннадий Муриков назвал первой, «если исходить из её, так сказать, учетно-издательской наполненности». Эта объемная книга всесторонне представила мотивы творчества поэта. Ахматов предстает зрелым мастером, несмотря на сравнительно молодой возраст. Сотрясение воздуха означает здесь звучание слов, музыку сфер, лишенную практического смысла, без которой не существует Поэзии. Это название отразило эстетическую и философскую программы Ахматова.
Четвёртая книга Ахматова «Избранное» собрала стихи из предыдущих сборников.
Пятая книга стихов «Воздушные коридоры» вышла в 2011 году в издательстве «Береста». В предисловии к ней критик Евгений Лукин написал:

"Сегодня, когда акционистское искусство стало мейнстримом, подлинные мастера оказались перед выбором — либо соответствовать духу времени, либо уходить на обочину дороги. Алексей Ахматов остался верен традиционной (пушкинской) концепции поэта, который в нынешних условиях неизбежно обретает маргинальные черты (…)
Что остается делать поэту, когда современный Аполлон не только не требует священной жертвы, но и объявляет поэтическое ремесло ненужным? Для Алексея Ахматова ответ ясен — вопреки всему писать стихи, ибо «когда поэт не пишет — не живет».
— Е. Лукин. Предисловие // Воздушные коридоры — СПб.: Береста, 2011
Критик Владимир Коркунов так отозвался о пятой книге Ахматова:

«В поэтике питерского поэта Алексея Ахматова соединяются традиционные (силлабо-тонические) взгляды на стихосложение и рефлексия над бытием человека-поэта в непоэтическое время. То есть — отверженного, не гонящегося за славой, а ищущего голос, оправдывающего поэзию».
— В.Коркунов. Евразийский журнальный портал «Мегалит»
Критические статьи Алексея Ахматова опубликованы в газете «Литературный Петербург», журнале «Питербук», а также в книгах Игоря Лапшина «Сочинения» (СПб.: Дума, 1997), Веры Мелеховой «Внучка Дона» (СПб.: РИК «Культура», 1998), Сергея Николаева «Вольный крест» (СПб.: РИК «Культура», 1999), в отчетных сборниках «Молодой Петербург» (СПб.: РИК «Культура», 1998—2000 г.), журнале «Русский мир» (1997), «Медвежьи песни» (СПб.: КПЦ «МиР», N 3, 1999) и др. В 2000-м году вышла книга критических статей Ахматова «Срез» (СПб.: РИК «Культура»), посвященная творчеству современных петербургских авторов.
В начале 90-х Алексей Ахматов вел кружок поэзии в клубе «Дерзание». С 1997 руководит поэтической секцией общества «Молодой Петербург» при Санкт-Петербургском отделении Союза писателей России. С 1997 года — главный редактор альманаха «Молодой Петербург». С 2013 года читает курс по основам стихосложения в Институте культурных программ.

## Общественная позиция
В 2022 году подписал письмо в поддержку российского военного вторжения на Украину.

## Награды и премии
- Лауреат премии Бориса Корнилова за 2010 год (номинация «На встречу дня»)[4].
- Лауреат премии журнала «Зинзивер» за 2014 год[5]
- Лауреат литературной премии им. Н. В. Гоголя в номинации «Портрет» за книгу «Моего ума дело», 2016 год[6].
- Награждён медалью «Личность Петербурга» в 2016 году.

## Рецензии
- Павел Ульяшов. «Но выразить, но выразить себя» или «Я сам достойных дел достойный мастер» // «Книжное обозрение» № 35 (август 1990 г.)
- Илья Фоняков. Ахматов и Цветаев // «Литературная газета» (1992 г.).
- Анатолий Пикач. Свой крепкий дом срубить // «Литературный Петербург» № 6 (1998 г.)
- Геннадий Муриков. Ни съесть, ни выпить, ни поцеловать // «Питербук», № 9 (сентябрь 1999 г.)
- Геннадий Григорьев. Взять камень по руке // «Нева», № 2 (февраль 2000 г.).